# Александър Ипатов
Александър Ипатов е украински шахматист, гросмайстор, състезаващ се за Турция.

## Биография
Роден е на 16 юли 1993 година в Лвов, Украйна. На четиригодишна възраст се научава да играе шахмат. През 2003 става вицешампион при момчетата до десетгодишна възраст на Украйна. През 2007 година е вицешампион при момчетата до четиринадесетгодишна възраст. На следващата година Ипатов става вицешампион при момчетата до шестнадесетгодишна възраст, юношите до двадесетгодишна възраст и покрива всички норми за званието международен майстор.
В периода от 2009 година до началото на 2012 година се състезава като представител на Испания.
От февруари 2012 година се състезава за Турция. Като представител на тази държава, Ипатов спечелва световното първенство за юноши до двадесетгодишна възраст, проведено в Атина през 2012 година.
Негов личен треньор е гръцкия гросмайстор Ефстратиос Гривас.